# Christy Clark
Pour les articles homonymes, voir Clark.
Christina Joan Clark dite Christy Clark, née le 29 octobre 1965 à Burnaby, est une femme politique canadienne. Chef du Parti libéral de la Colombie-Britannique de 2011 à 2017, elle est première ministre de la Colombie-Britannique du 14 mars 2011 au 17 juillet 2017. 

## Biographie

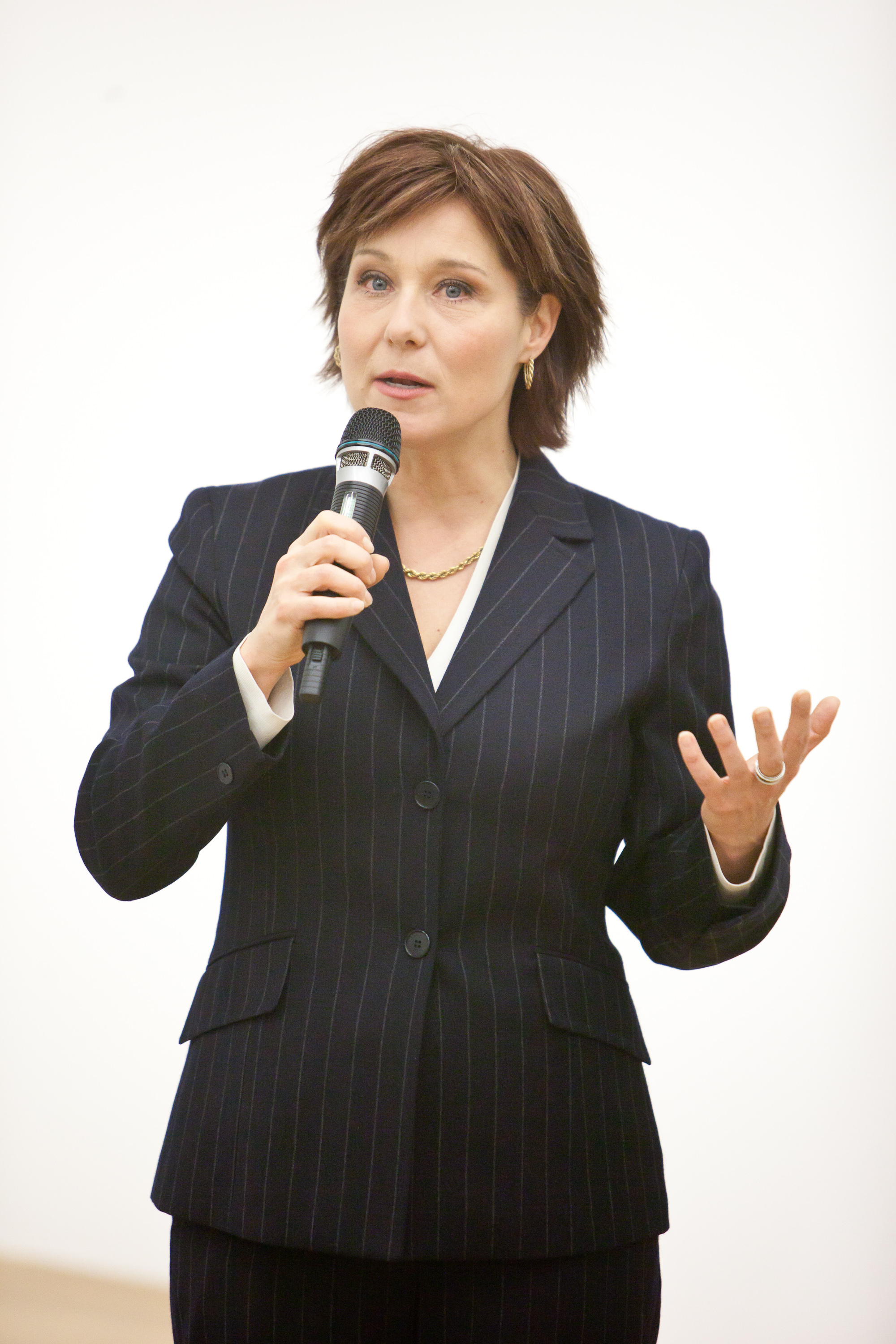
Christy Clark en 2011.

Lors de son élection à la tête du parti, Christy n'était pas députée de l'Assemblée législative de la Colombie-Britannique, même si avant elle représentait le comté de Port Moody–Westwood et Port Moody-Burnaby Mountain entre 1996 et 2005. Pendant ce temps, elle était ministre de l'Éducation, ministre des Enfants et développement des familles et vice-première ministre. Elle est élue députée de Vancouver-Point-Grey lors de l'élection partielle du 11 mai 2011, le comté a dernièrement été laissé vacant par son prédécesseur, Gordon Campbell, ancien premier ministre de la Colombie-Britannique du 5 juin 2001 au 14 mars 2011.
Christy Clark est la deuxième femme, après Rita Johnston ancienne cheffe du Parti Crédit social de la Colombie-Britannique en 1991 à devenir première ministre de la Colombie-Britannique, la quatrième femme dans l'histoire canadienne comme première ministre provinciale. Avec Eva Aariak qui fut première ministre du Nunavut de 2008 à 2013, et Kathy Dunderdale qui détient officiellement la fonction de première ministre de Terre-Neuve-et-Labrador de 2010 à 2014, Christy nommée à l'investiture comme première ministre de la Colombie-Britannique marque la première fois dans l'histoire canadienne que trois provinces ou territoires ont simultanément des femmes premières ministres (elles sont rejointes par une quatrième, Alison Redford, première ministre de l'Alberta de 2011 à 2014, puis une cinquième, Pauline Marois, première ministre du Québec de 2012 à 2014, et une sixième, Kathleen Wynne, première ministre de l'Ontario de 2013 à 2018).
Son gouvernement est réélu lors de l'élection provinciale du 14 mai 2013, mais elle fut défaite par le néo-démocrate David Eby dans sa propre circonscription de Vancouver-Point Grey. Néanmoins, elle est facilement réélue lors de l'élection partielle de Westside-Kelowna, le 10 juillet de la même année pour son entrée parlementaire, après que le député sortant, Ben Stewart, lui a cédé son siège.
Elle bénéficie du soutien de l'industrie minière.
À la suite des élections de 2017, le gouvernement de Christy Clark devient minoritaire avec 43 députés, un de moins nécessaire pour avoir une majorité. Le NPD et le Parti vert font élire respectivement 41 et 3 députés. Ces deux partis réussissent à s'entendre sur une coalition. Le 29 juin, les deux partis votent une motion de censure et le 17 juillet, un nouveau gouvernement NPD appuyé par les Verts est assermenté, mettant fin à un règne libéral de 16 ans.
En janvier 2025, elle est mentionnée comme une possible candidate à la succession de Justin Trudeau à la tête du Parti libéral du Canada mais décide de ne pas se présenter.

## Controverse
Le 17 juillet 2015, lors d'une rencontre des premiers ministres à Terre-Neuve, elle a déclare que le PQ de Pierre Karl Péladeau n'arrivera pas à briser le Canada, ce qui provoque colère et consternation chez bon nombre d'indépendantistes québécois.